# Jacksonia scoparia
Jacksonia scoparia är en ärtväxtart som beskrevs av James Edward Smith. Jacksonia scoparia ingår i släktet Jacksonia och familjen ärtväxter. Inga underarter finns listade i Catalogue of Life.